# Antiochos II
Pour les articles homonymes, voir Antiochos.
Antiochos II  (en grec ancien : Ἀντίοχος Β΄), également appelé Antiochos Théos (en grec ancien : Ἀντίοχος Ο Θεός / « le Divin »), né vers 287 av. J.-C. en Syrie et mort en 246 av. J.-C. à Éphèse, est un roi séleucide qui règne de 261 à sa mort en 246 av. J.-C.

## Biographie
Plus jeune fils d'Antiochos Ier et de Stratonice Ire, Antiochos II lui succède en 261 av. J.-C., bien qu'il soit associé au pouvoir royal dès 268 av. J.-C., en remplacement de son frère aîné Séleucos, au terme d'une crise dynastique dont les circonstances ne sont pas connues.
Dès le début de son règne, il entre en conflit avec l'Égypte ptolémaïque. Cette deuxième guerre de Syrie est méconnue. Antiochos profite sans doute de la rébellion du fils aîné de Ptolémée II pour reconquérir l’Ionie. Il se serait également allié avec Antigone II Gonatas qui défait la flotte ptolémaïque lors de la bataille de Cos vers 258 av. J.-C.
Le souverain reçoit son épithète de « Théos » en tuant le tyran de Milet Timarque et en rendant leurs libertés civiles aux cités grecques d'Asie Mineure. Le conflit se conclut vers 253 par des gains territoriaux en Ionie et en Cilicie. Pour sceller la paix, Antiochos épouse la fille de Ptolémée II, Bérénice Syra, richement dotée. Contrairement à ce qui est souvent écrit, rien ne prouve qu'il ait répudié à cette occasion Laodicé Ire, sa première épouse.
Entre 253 et 246 av. J.-C., il mène probablement une expédition en Thrace ; il ne semble pas qu'il soit jamais intervenu dans la partie orientale de son empire, alors que la satrapie de Bactriane s'en détache progressivement. En 246, Antiochos meurt à Éphèse auprès de sa première épouse, après avoir désigné son fils aîné Séleucos II, né de ce premier lit, comme successeur. Selon certaines sources, Laodicé, sa première épouse, l'aurait fait empoisonner afin de favoriser l’accession de Séleucos II au trône, au détriment du fils de Bérénice. Séleucos II lui succède, après une guerre civile.
Il est mentionné dans l'édit n°13 d'Ashoka, avec notamment Antigone II Gonatas et Ptolémée II, comme l'un des bénéficiaires d'une mission de prosélytisme bouddhiste, envoyée par l'empereur Ashoka de la dynastie Maurya.

## Famille

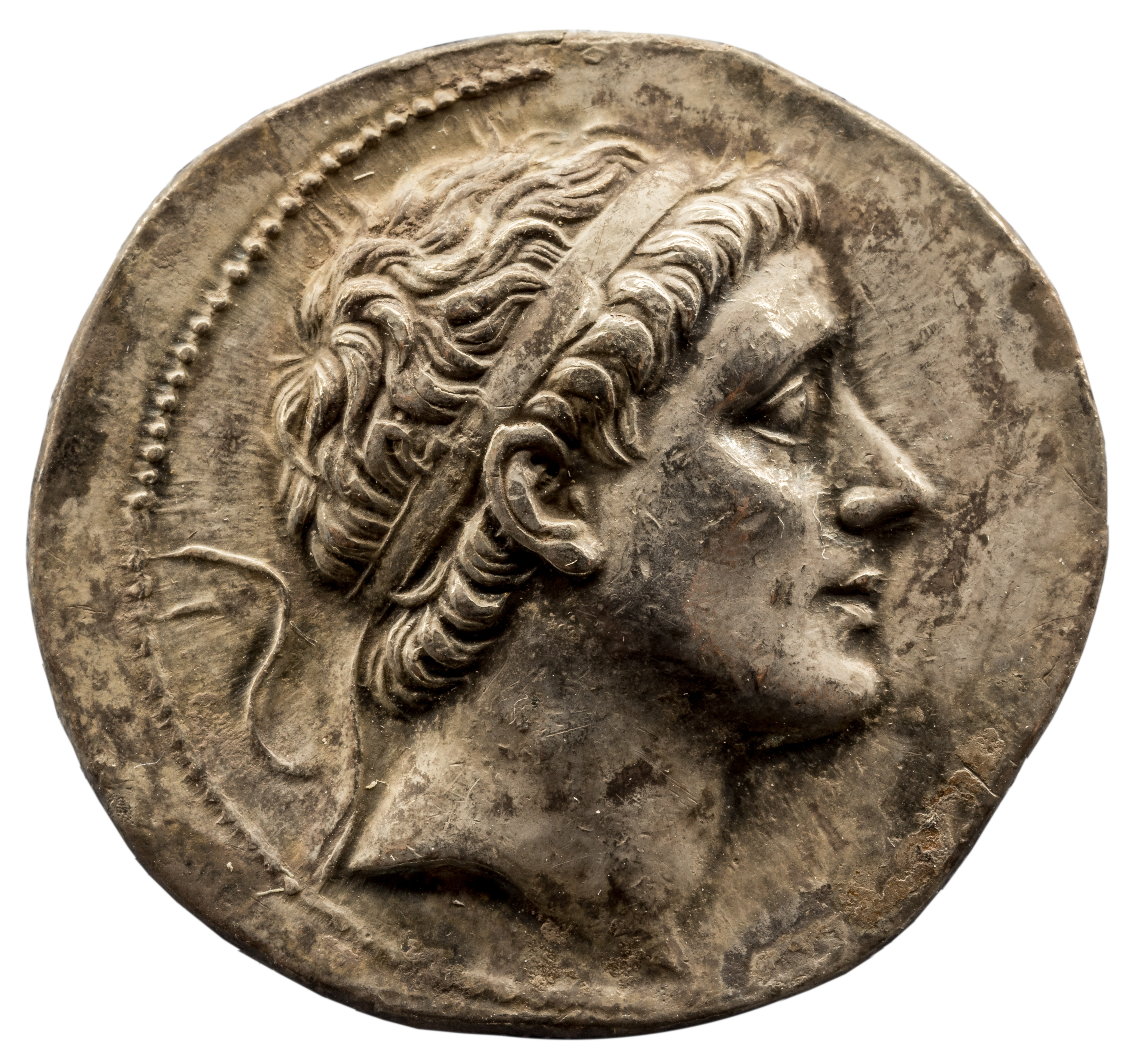
Tétradrachme à l'effigie d'Antiochos II.

### Mariage et enfants
De son premier mariage avec sa cousine Laodicé Ire en 266 av. J.-C. naissent :
- Séleucos II ;
- Antiochos Hiérax ;
- Laodicé ;
- Stratonice III ;
- Apama (el).

D'un second mariage en 252 av. J.-C. avec Bérénice Syra, fille de Ptolémée II et d'Arsinoé Ire, naît : Antiochos (el), mort assassiné avec sa mère en 246 av. J.-C.